# S/2000 (762) 1
S/2000 (762) 1 ist ein Mond des äußeren Hauptgürtel-Asteroiden (762) Pulcova. Sein mittlerer Durchmesser beträgt 19 Kilometer.

## Entdeckung und Benennung
S/2000 (762) 1 wurde am 22. Februar 2000 von einem Astronomenteam bestehend aus William J. Merline, Laird M. Close, J. Chris Shelton, Christophe Dumas, François Menard, Clark R. Chapman und David C. Slater unter Verwendung adaptiver Optik am Canada-France-Hawaii Teleskop (CFHT) auf dem Mauna Kea auf Hawaii entdeckt. Die Entdeckung konnte später durch das CFHT und das Keck II–Teleskop bestätigt werden. Die Entdeckung wurde am 26. Oktober 2000 bekanntgegeben; der Mond erhielt die vorläufige Bezeichnung S/2000 (762) 1. Eine offizielle Namensvergabe von der IAU steht noch aus.
S/2000 (762) 1 war nach Dactyl (Mond) (1993) und Petit-Prince (1998) die dritte Entdeckung eines Asteroidenmondes.

## Bahneigenschaften
S/2000 (762) 1 umkreist Pulcova auf einer Umlaufbahn in einem mittleren Abstand von 703 Kilometern zu deren Zentrum (etwa 9,5 Pulcova-Radien). Die Bahnexzentrizität beträgt 0,03, die Bahnneigung ist gegenwärtig noch unbestimmt.
S/2000 (762) 1 umrundet Pulcova in 4 Tagen, 10 Stunden und 30,7 Minuten, was rund 462 Umläufen in einem Pulcova-Jahr (rund 5,6 Erdjahre) entspricht. Vom Orbit von S/2000 (762) 1 wird angenommen, dass er stabil ist, denn er liegt weit innerhalb von Pulcovas Hill-Radius von 29.000 km, jedoch auch weit außerhalb des synchronen Orbits.

## Physikalische Eigenschaften

### Größe
Nach aktuellen Daten hat S/2003 (379) 1 einen Durchmesser von 19 km (etwa 1/8 des Zentralkörpers), beruhend auf Pulcovas geschätzter Dichte von 0,9 g/cm3 sowie dem entsprechenden angenommenen gleichen Rückstrahlvermögen von 4 %.
Ausgehend von einem mittleren Durchmesser von 19 km ergibt sich eine Oberfläche von etwa 1.134 km2, was etwas über der Fläche des Schweizer Kantons Uri liegt.
Bestimmungen des Durchmessers für Pulcova
| Jahr | Abmessungen km | Quelle        |
| ---- | -------------- | ------------- |
| 2000 | 14,5           | Merline u. a. |
| 2008 | 19,0 ± 7,0     | Marchis u. a. |

Die präziseste/aktuelle Bestimmung ist fett markiert.

### Innerer Aufbau
Da S/2000 (762) 1 eine ähnliche Farbe wie der Mutterkörper aufweist, geht man davon aus, dass der Mond aus demselben Material wie Pulcova besteht und daher denselben Spektraltyp (F oder C) aufweist.